# Gouvernement Menabrea III
Royaume d'Italie
Menabrea II Lanza

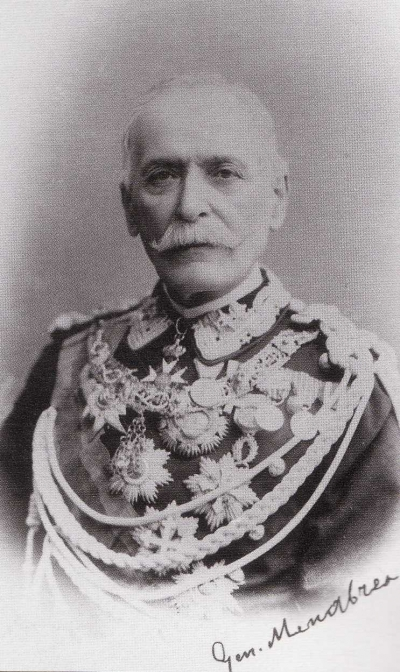

Le gouvernement Menabrea III (Governo Menabrea III, en italien) est le gouvernement du royaume d'Italie entre le 13 mai 1869 et le 14 décembre 1869, durant la Xe législature.

## Composition
Composition du gouvernement
- Droite historique

### Président du conseil des ministres
Federico Luigi, comte de Menabrea

### Listes des ministres
- Ministre des affaires étrangères : Federico Luigi, comte de Menabrea
- Ministre de l'agriculture, de l'industrie et du commerce : Marco Minghetti
- Ministre des finances : Luigi Guglielmo Cambray-Digny
- Ministre de la justice : 
  - Gennaro De Filippo jusqu'au 26 mai 1869
  - Michele Pironti du 26 mai 1869 au 22 octobre 1869
  - Paolo Onorato Vigliani du 22 octobre 1869 au 14 décembre 1869
- Ministre de la guerre : Ettore Bertolè-Viale
- Ministre de l'intérieur : 
  - Luigi Ferraris jusqu'au 22 octobre 1869
  - Antonio di Rudinì à partir du 22 octobre 1869
- Ministre du travail public : Antonio Mordini
- Ministre de la marine : Augusto Riboty
- Ministre de l'instruction publique : Angelo Bargoni